# アレッサンドロ・バルブッチ
アレッサンドロ・バルブッチ（Alessandro Barbucci、1973年10月31日 - ）は、イタリア・ジェノヴァ出身の漫画家、イラストレーターである。

## 経歴
18歳の時にディズニーに入社。ドナルドダック関連の漫画作品やアニメのストーリーボードおよび演出を手掛ける他、同社の養成アカデミーで2年間漫画の講師を務める。1997年にエリザベッタ・グノーネと、後に夫人となるバルバラ・カネパと共にファンタジー作品『W.I.T.C.H.』を制作。同作品は5000万部を越える人気作となる。その後フリーとなり、カネパと共に初のオリジナル作品となるSF作品『スカイ・ドール』をフランスの出版社より発表。以降、『モンスター・アレルギー』『ロード・オブ・バーガー』などのシリーズ作品において作画を手掛けている。また、単独では『ショスプ』という児童向けの作品も発表している。

## 作品
※特記が無い限りバルブッチ単独名義
- W.I.T.C.H. (エリザベッタ・グノーネとバルバラ・カネパとの共作、2001年 - 、既刊139巻)
- スカイ・ドール (Sky-Doll、バルバラ・カネパとの共作、2000年-、既刊4巻)
  1. 黄色の都市(La Ville Jaune、2000年)
  2. アクア(Aqua、2002年)
  3. 白の都市(La Ville Blanche、2006年)
  4. シュドラ(Sudra、2016年)
- モンスター・アレルギー (Monster Allergy、カーチャ・サントモとフランチェスコ・アルティバーニら作、ジョヴァンニ・リガーロ他との作画、2003年-2009年、全20巻)
- ショスプ(Chosp、2010年-、既刊2巻)
  1. 落ちこぼれ達に力を(Le Pouvoir aux Moches、2010年)
  2. 落ちこぼれの悪魔と悪者たち(Démons Moche et Méchants)
- ロード・オブ・バーガー (Lord of Burger、オドレイ・アルウェットとスコッチ・アルルストン作、ラシェル・ジムラとバラックとの作画、2010年-2012年、全4巻)
  1. スパイスの名産地(Le Clos des Épices、2010年)
  2. 流星(Étoiles Filantes、2011年)
  3. クック・アンド・ファイト(Cook and Fight、2011年)
  4. 祖母の秘密(Les Secrets de l'Aïeule、2012年)
- モンスター・アレルギー：ネクスト・ジェネレーション (Monster Allergy: Next Gen、カーチャ・サントモとフランチェスコ・アルティバーニら作、2011年-、既刊3巻)
- エコー 鏡の世界 (Ekho: Monde Miroir、スコッチ・アルルストン作、2013年-、既刊5巻)
  1. ニューヨーク(New York、2013年)
  2. パリ帝国(Paris Empire、2013年)
  3. ロンドン大通り(London Boulevard、2014年)
  4. バルセロナ(Barcelona、2015年)
  5. プレショーンの秘密(Le Secret de Preshauns、2016年)

## 邦訳
日本では飛鳥新社より出版されている季刊誌『ユーロマンガ』にて『スカイ・ドール』の1巻から3巻までが、邦訳版で連載されている。